# آینتاپ، ارمنستان
آینتاپ (به ارمنی: Այնթապ) یک روستا در ارمنستان است که در استان آرارات واقع شده‌است.  در ۲۵ کیلومتری شمال غرب آرتاشات، مرکز استان آرارات واقع شده است.

## خصوصیات
آینتاپ ۷٬۹۸۹ نفر جمعیت دارد و در ارتفاع ۸۶۵ متر بالاتر از سطح دریا قرار گرفته است.
| سال   | ۱۸۳۱ | ۱۸۷۳ | ۱۹۱۴  | ۱۹۶۷  | ۱۹۷۵  | ۱۹۷۹  | ۲۰۰۱  | ۲۰۰۴  | ۲۰۱۱  |
| جمعیت | ۸۶۶  | ۸۲۷  | ۱٬۲۵۵ | ۵٬۰۰۱ | ۵٬۷۴۶ | ۶٬۶۰۸ | ۷٬۷۱۲ | ۷٬۲۰۰ | ۹٬۵۵۰ |

## نگارخانه

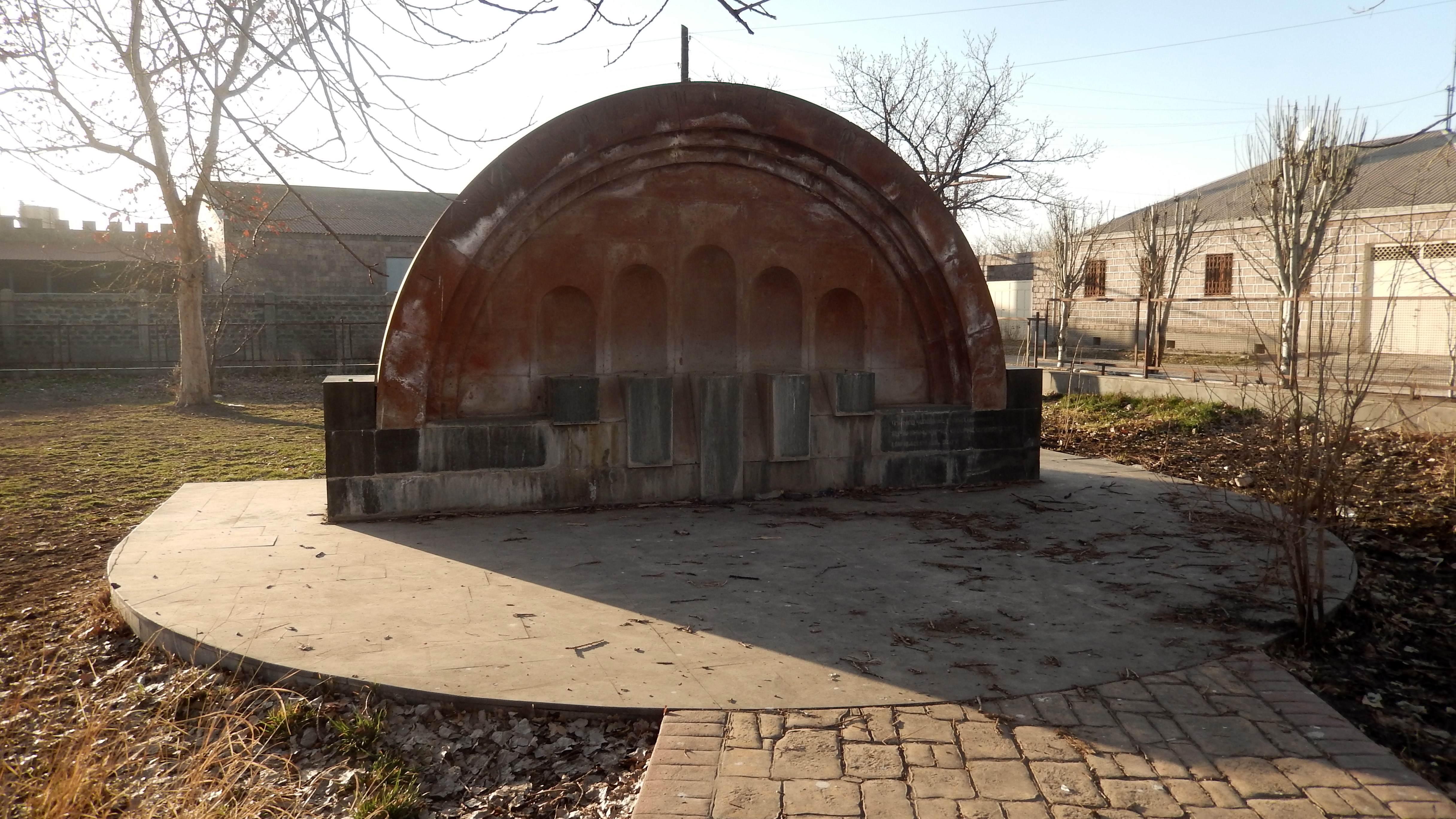
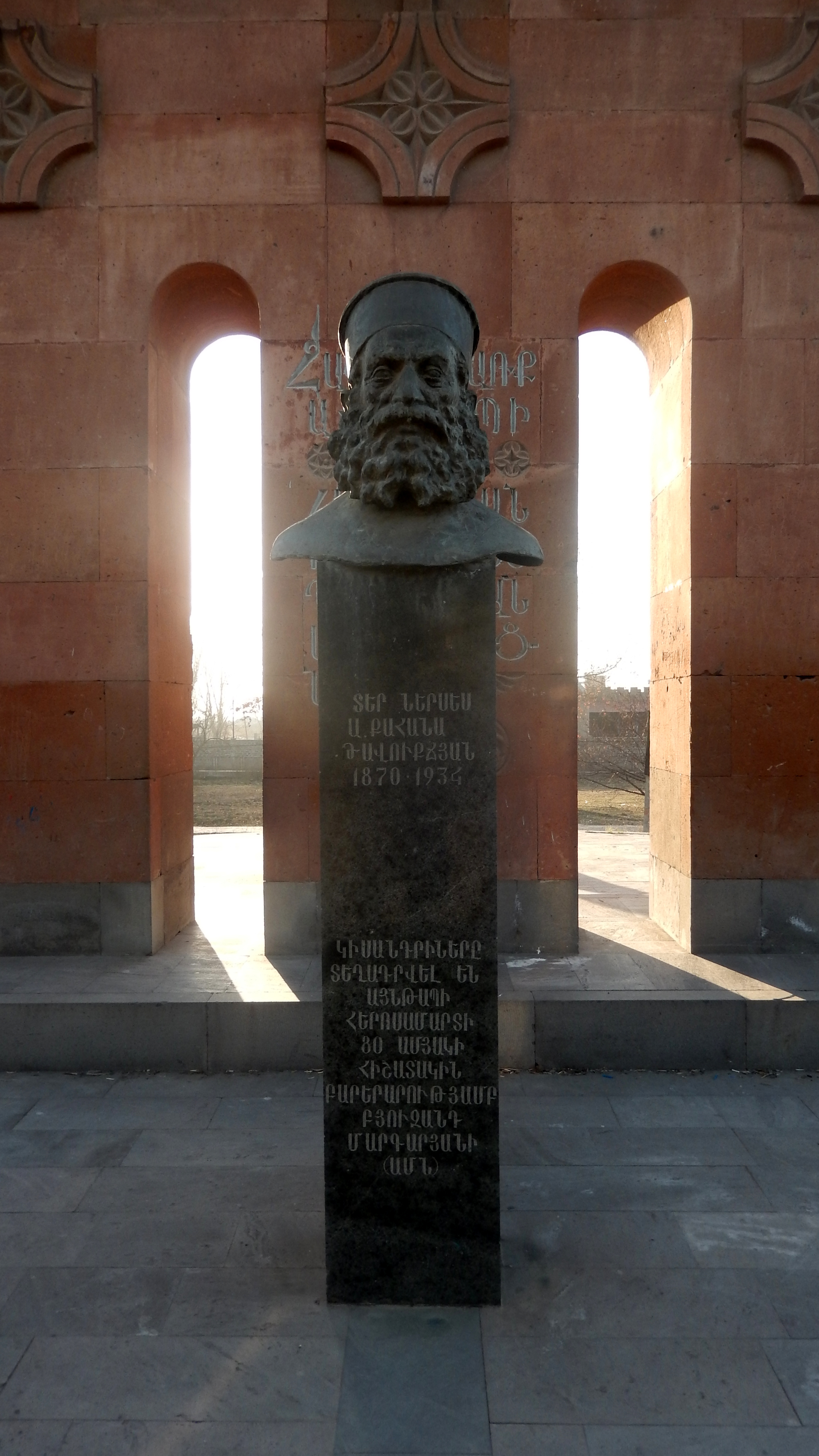
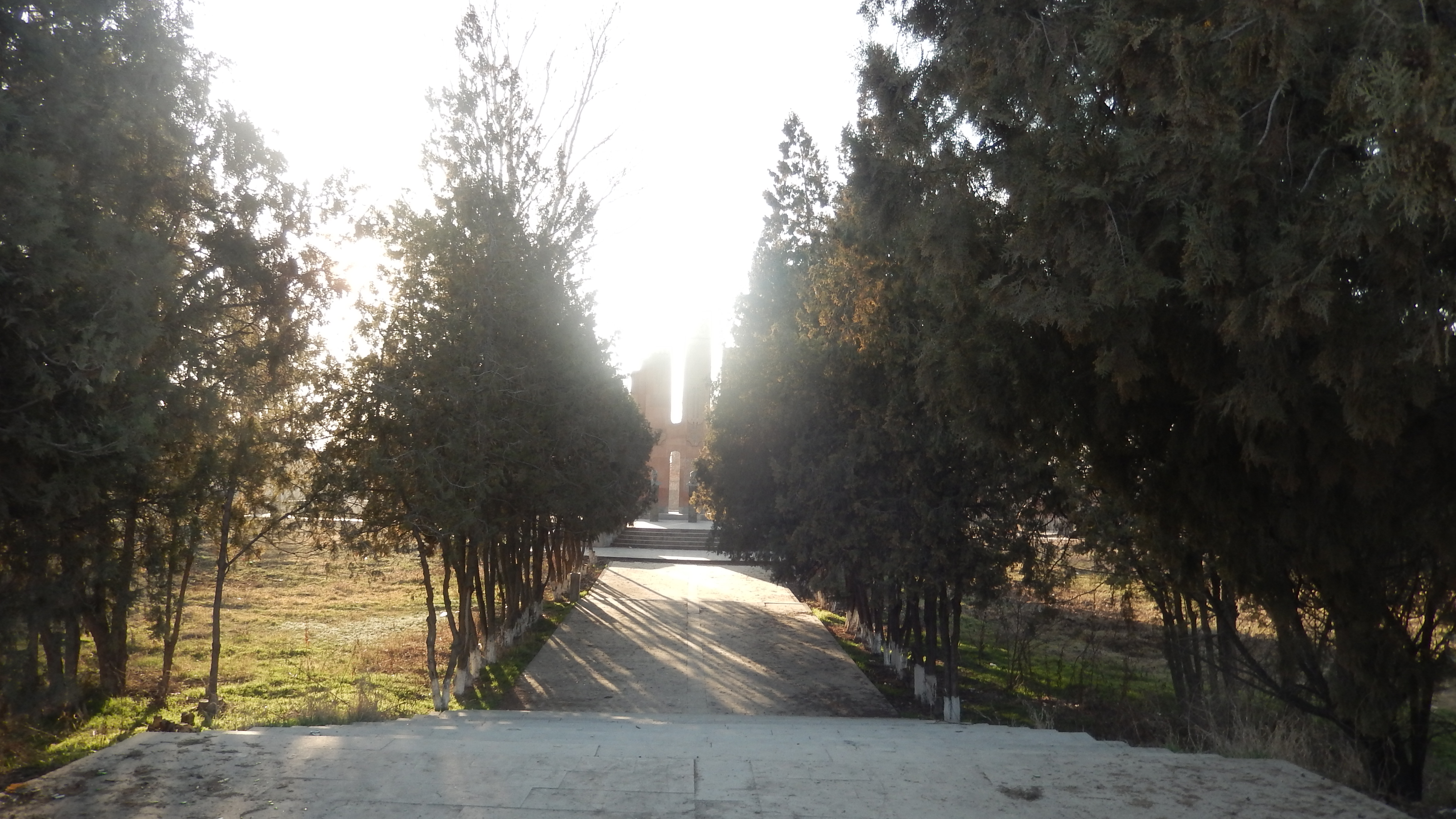